# 佐藤豊三郎
佐藤 豊三郎（さとう とよさぶろう、1912年5月19日 - 1999年9月11日）は、日本の経済学者。
愛知県出身。名古屋高等商業学校卒。横浜市立大学助教授、教授。1978年定年退官、名誉教授。

## 著書
- 『近代経済学入門』夏目書店 1948
- 『経済学の新しいつかみ方 国民経済の社会的構造』東洋経済新報社 1949
- 『ヒックス経済学研究 選択理論と一般均衡理論』実業之日本社 1949
- 『新らしい経済学』評論社 1950
- 『経済学』税務経理協会 1956
- 『近代経済学概論』評論社 1957

### 共著・監修
- 『重要商品学概論』松永義明共著 創生社 1943
- 『経済入門 図解式 改訂版』一杉哲也共監修 評論社 1968
- 『図解式日本経済入門 その現状と理論的基礎』共著 評論社 1975

翻訳
- H.W.スピーゲル編『経済思想発展史 第5 近代経済学』越村信三郎共監訳 東洋経済新報社 1955

## 論文
- <佐藤豊三郎